# NGC 4178
NGC 4178 = IC 3042 ist eine Balken-Spiralgalaxie vom Hubble-Typ SBcd mit ausgedehnten Sternentstehungsgebieten und einem massearmen Schwarzen Loch im Zentrum. Sie ist schätzungsweise 14 Millionen Lichtjahre von der Milchstraße entfernt und hat einen Durchmesser von etwa 75.000 Lichtjahren. Vom Sonnensystem aus entfernt sich die Galaxie mit einer errechneten Radialgeschwindigkeit von näherungsweise 370 Kilometern pro Sekunde. Die Entfernungsmessungen basierend auf den Radialgeschwindigkeiten stimmen nicht mit den rotverschiebungsunabhängigen Entfernungsschätzungen von 46 ± 10 Millionen Lichtjahren überein.
Die Typ I Supernova SN 1963I wurde hier vom Konkoly-Observatorium in Budapest  entdeckt.
Im selben Himmelsareal befinden sich unter anderem die Galaxien IC 3040, PGC 213948, PGC 1382910, PGC 1390153.
Das Objekt wurde am 11. April 1825 von John Herschel entdeckt.